# Asalaya
Asalaya est une ville du centre du Soudan située dans l'État du Nil Blanc. Sa population est estimée à 39 995 habitants en 2012

## Géographie
Asalaya est située sur la rive orientale du Nil Blanc, non loin de l'Île d'Aba (en).